# کاراکارای گلوسفید
کاراکارای گلوسفید یا کاراکارای داروین (نام علمی: Phalcoboenus albogularis)، گونه‌ای از پرندگان شکاری از خانواده شاهینان، یعنی شاهین‌ها و کاراکاراها است که در آرژانتین و شیلی یافت می‌شود.